# Козирєв Павло Генріхович
Козирєв Павло Генріхович (*12 квітня 1969 року, Українка, Київська область) — державний службовець. Голова Всеукраїнської громадської організації Асоціація малих міст України (АММУ).

## Освіта
1. Київський політехнічний інститут (інженер-теплоенергетик, 1994)
2. Національна академія державного управління при Президентові України (магістр державного управління, 2005)
3. Аспірантура Національна академія державного управління при Президентові України (кафедра регіонального управління, місцевого самоврядування та управління містом). Тема дисертації: «Розвиток при столичного регіону»
4. Курс «Муніципальний менеджмент», запроваджений Фундацією «Україна-США»  спільно з університетом Джорджиї та інститутом врядування імені Карла Вінсона (2005)
5. Київська школа державного управління імені Сергія Нижного - курс державної політики Лі Куан Ю (Сингапурська школа, 2023)

## Професійний досвід
1. 1994—2002 роки займався підприємницькою діяльністю.
2. 2002 - 2017 - міський голова міста Українка, Київської області
3. З 2006—2015 рік обрано головою секції малих міст Асоціації міст України; голова Асоціації малих міст України.
4. 2006—2015 роки обрано віце-президентом  Асоціації міст України, членом колегії Державного комітету України із земельних ресурсів; членом колегії Міністерства житлово-комунального господарства.
5. З 2008 року — Голова Всеукраїнського громадського об'єднання Асоціації малих міст України.
6. З 2017 - 2020 року — начальник Білоцерківського управління ГУ ДФС у Київській області.
7. З 2021 року — радник Віце-прем’єр— Міністра з питань реінтеграції тимчасово окупованих територій
8. Лютий 2022 - квітень 2023 року — заступник  Міністра з питань реінтеграції тимчасово окупованих територій України
9. Липень - грудень 2022  року — заступник Міністра з  питань реінтеграції тимчасово окупованих територій – уповноважений з питань внутрішньо переміщених осіб

## Втілені проєкти
1. З 2007 року в мерії міста Українка діє повний електронний документообіг. Того ж року в місті запрацювала Українська міська варта, прообраз муніципальної поліції[1].
2. З 2008 році в місті діє система управління послугами, сертифікована в стандарті ISO 9001.
3. У 2010 року жителі Українки стали користувачами Центру муніципальних послуг, включаючи цілодобовий колл-центр. Проєкт став переможцем конкурсу Ради Європи «Кращі практики місцевого самоврядування України». У 2016 Центр доповнено ЦНАП.
4. У 2013 році підписано Пакт Мерів 2020[2], що передбачає об'єднання зусиль  з енергоефективності, розвитку відновлюваних джерел та захисту клімату (зменшення викидів парникових газів, зокрема CO2, як одного з основних з них). Місто Українка вже виконало свої зобов'язання в частині бюджетних установ.
5. З 2015 року в місті працює програма «Громадський бюджет»[3]

## Стажування
1. Програма «Громадські зв'язки» (США, 2006)
2. Вивчення досвіду місцевого самоврядування Австрії (2006)
3. Вивчення досвіду проведення адміністративно-територіальної реформи Словенії (2007)
4. Вивчення досвіду розвитку місцевого самоврядування Польщі, Швейцарії (2008)

## Громадська діяльність
- Віце-президент Асоціації міст України
- Голова секції малих міст Асоціації міст України
- Голова Асоціації малих міст України
- Засновник Всеукраїнського громадського об'єднання Асоціації малих міст України
- Голова Всеукраїнського громадського об'єднання Асоціації малих міст України.
- Член колегії  Міністерства житлово-комунального господарства.
- Член Громадської ради при Урядовому уповноваженому з питань антикорупційної політики
- Лауреат премії «Людина року — 2008» у номінації «Міський голова року»[4]
- З 2015 року у складі Вищої Академічної Ради загальнонаціональної програми «Людина року — 2017»[5]

## Нагороди
Нагороджений орденом «За заслуги» II ступеня, орденом «За заслуги» III ступеня, Почесною грамотою Кабінету Міністрів, Почесною грамотою Верховної Ради України.

## Публікації
1. Децентралізація по…. YouTube (Радіопередача)  (укр.). Процитовано 26 жовтня 2018.
2. Міський голова Українки Павло КОЗИРЄВ: «Ключовий момент — політична воля керівництва держави». Голос України. Процитовано 26 жовтня 2018.
3. Павло Козирєв. Trash, або «Маленька» децентралізація. Дзеркало тижня. Процитовано 26 жовтня 2018.
4. Павло Козирєв. Місто-полігон. Дзеркало тижня. Процитовано 26 жовтня 2018.
5. Павло Козирєв. «Выбирайтесь своей колеей!». Дзеркало тижня. Процитовано 26 жовтня 2018.
6. Павло Козирєв. Реформа децентралізації почала «зшивати» країну. Громадське радіо (укр.). Процитовано 26 жовтня 2018.
7. Павло Козирєв. Павло Козирєв: Зміни завдяки децентралізації. Що далі?. Черноморская ТРК. Процитовано 26 жовтня 2018.